# سببية (فيزياء)
السببية في الفيزياء مفهوم يوضح بأنه في حال وجود ظاهرة (سبب) تنتج عنها ظاهرة أخرى (أثر)، فإن وقوع السبب يسبق الأثر (ترتيب زمني). مبدأ السببية من القيود الواقعية المفروضة على أي نظرية متماسكة رياضيا حتى تصبح مقبولة فيزيائيا. وحسب الفيزيائي الفرنسي جيل كوهين تانوجي :«سيكون مبدأ السببية من دون شك، آخر ما ستتخلى عنه في يوم ما».

## مقالات مرتبطة
- علية
- اتصال سببي
- نظام سببي
- علل أربع
- السببية حسب رينيه ديكارت في تأملات في الفلسفة الأولى
- مبدأ العلة الكافية
- فلسفة آلية
- استدعاء ذاتي
- فلسفة الفيزياء
- تزامنية